# Tina!
Tina! je kompilacija hitova američke pjevačice Tine Turner. 

## Popis pjesama
1. "Steamy Windows" - 4:05
2. "River Deep – Mountain High" (Ike & Tina Turner) - 3:40
3. "Better Be Good to Me" - 5:11
4. "Acid Queen" - 3:50
5. "What You Get Is What You See" - 4:26
6. "What's Love Got to Do with It" - 3:48
7. "Private Dancer" (Single edit) - 4:01
8. "We Don't Need Another Hero (Thunderdome)" (Single edit) - 4:16
9. "I Don't Wanna Fight" (Single edit) - 4:26
10. "GoldenEye" - 4:43
11. "I Can't Stand the Rain" (uživo u Amsterdamu 1996.) - 3:19
12. "Let's Stay Together" (uživo u Amsterdamu 1996.) - 4:10
13. "Addicted to Love" (uživo u Londonu 1986.) - 5:22
14. "The Best" - 5:29
15. "Proud Mary" (1993 version) - 5:26
16. "Nutbush City Limits" (Ike & Tina Turner) - 3:02
17. "It Would Be a Crime" - 3:28
18. "I'm Ready" - 3:44